# Dixie Dean
William Ralph Dean (22 de enero de 1907-1 de marzo de 1980), más conocido como Dixie Dean, fue un futbolista inglés.
Comenzó su carrera deportiva en el club Tranmere Rovers Football Club y luego pasó al Everton, club con el que simpatizaba desde niño y donde se convirtió en el máximo goleador en la historia del fútbol inglés. En dicho club jugó la mayor parte de su carrera.
Al final de su carrera futbolística las lesiones le impidieron jugar con su equipo, por lo que sus dos últimos años como jugador los vivió en los clubes Notts County, Sligo Rovers y Hurst. Es conocido por su hazaña durante la temporada 1927-28, cuando anotó 60 goles en la liga.
Una estatua de Dean fue inaugurada en las afueras del estadio de Goodison Park en mayo de 2001. Un año más tarde, se convirtió en uno de los 22 jugadores introducidos en la primera edición de Salón de la Fama del Fútbol Inglés. Dean fue el primer jugador del Everton en llevar el número 9 en la camiseta, y es considerado como uno de los más grandes atletas pre Segunda Guerra Mundial en Gran Bretaña.

## Trayectoria

### Clubes
Aficionado a la práctica del fútbol desde su niñez, Dean jugó para los equipos juveniles del Heswall y el Pensby United, como también para las escuadras de la Laird Street School y de la Moreton Bible Class, antes de ser reclutado por el Tranmere Rovers en noviembre de 1923. Estuvo dos años en ese club de la tercera división inglesa, jugando un total de 30 partidos en los que marcó 27 goles.
Su actuación excepcional captó la atención de diversos clubes de su país. Así fue que Newcastle United, Arsenal y media docena de clubes más le hicieron ofertas para contratarlo, pero el delantero escogió fichar con el Everton, equipo del cual era fiel seguidor al igual que su padre.
Dean experimentó los años más prolíficos de su carrera como futbolista en el club liverpuliano desde 1924 hasta 1938. Su temporada más destacada fue sin dudas la de 1927-28, pues en esa ocasión consiguió anotar un total de 60 goles en 39 apariciones, incluyendo 5 hat-tricks (contra Portsmouth, Leicester City, Aston Villa, Liverpool y Arsenal) y una quinterna contra el Manchester United. Esa impresionante campaña individual sirvió para que el Everton se consagrara campeón de la Football League First Division por tercera vez en su historia.
El delantero no abandonó a su equipo cuando perdió la categoría en 1930, pese a que recibió propuestas para ello. Por ello fue parte de la escuadra que se consagró campeona de la Football League Second Division en 1931, marcando 39 goles en 37 partidos.

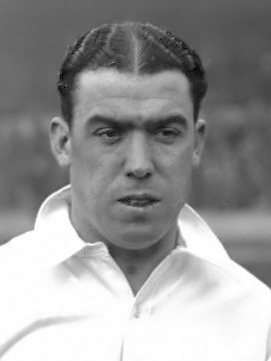
Dixie Dean (1931)

El Everton, liderado por Dean, conseguiría luego un nuevo título de la Football League First Division (temporada 1931-32) y la cuarta FA Cup de su historia (temporada 1932-33).
En 1938 su vínculo deportivo con el Everton llegó a su fin, habiendo jugado con el uniforme azul un total de 433 partidos en los que pudo anotar 383 goles.
Deseando continuar activo como deportista profesional, volvió al campeonato de tercera división pero esta vez como miembro del Notts County. Sin embargo, aunque permaneció un año y medio en el club, las lesiones le impidieron jugar la mayor parte del tiempo, por lo que sólo pudo disputar 9 encuentros en los que marcó apenas 3 goles.
En enero de 1939 dirigentes del Sligo Rovers -equipo que competía en la League of Ireland- se contactaron con Dean para que los asesorase sobre la contratación de un delantero para reforzar el equipo. Sin embargo el goleador se ofreció él mismo para cubrir ese puesto y así fue como terminó jugando en el club sligoniano, tanto en el campeonato local como en la FAI Cup. Allí sumó 11 goles en 11 partidos. Los irlandeses, además de manifestarle efusivamente su admiración, lo invitaron a dar conferencias sobre fútbol en diversas ciudades, a la vez que el jugador aprovechó su estadía en el país para participar de campeonatos de golf.
Su última experiencia como jugador en el fútbol competitivo fue defendiendo los colores del Hurst en la Cheshire County League, donde llegó a disputar 2 partidos antes de lesionarse en un choque contra el Hyde.

### Selección nacional
Dean jugó con la selección de fútbol de Inglaterra entre 1927 y 1932. Disputó un total de 16 encuentros -la mitad de ellos amistosos y la otra mitad en dos ediciones del British Home Championship-, en los que marcó 18 goles.

## Estadísticas
| Club                       | Temporada     | Div.          | Liga  | Liga  | FA Cup | FA Cup | Charity Shield | Charity Shield | Total | Total |
| Club                       | Temporada     | Div.          | Part. | Goles | Part.  | Goles  | Part.          | Goles          | Part. | Goles |
| -------------------------- | ------------- | ------------- | ----- | ----- | ------ | ------ | -------------- | -------------- | ----- | ----- |
| Tranmere Rovers Inglaterra | 1923–24       | 3a            | 3     | 0     | 0      | 0      | 0              | 0              | 3     | 0     |
| Tranmere Rovers Inglaterra | 1924–25       | 3a            | 27    | 27    | 3      | 0      | 0              | 0              | 30    | 27    |
| Tranmere Rovers Inglaterra | Total         | Total         | 30    | 27    | 3      | 0      | 0              | 0              | 33    | 27    |
| Everton Inglaterra         | 1924–25       | 1a            | 7     | 2     | 0      | 0      | 0              | 0              | 7     | 2     |
| Everton Inglaterra         | 1925–26       | 1a            | 38    | 32    | 2      | 1      | 0              | 0              | 40    | 33    |
| Everton Inglaterra         | 1926–27       | 1a            | 27    | 21    | 4      | 3      | 0              | 0              | 31    | 24    |
| Everton Inglaterra         | 1927–28       | 1a            | 39    | 60    | 2      | 3      | 0              | 0              | 41    | 63    |
| Everton Inglaterra         | 1928–29       | 1a            | 29    | 26    | 1      | 0      | 1              | 2              | 31    | 28    |
| Everton Inglaterra         | 1929–30       | 1a            | 25    | 23    | 2      | 2      | 0              | 0              | 27    | 25    |
| Everton Inglaterra         | 1930–31       | 2a            | 37    | 39    | 5      | 9      | 0              | 0              | 42    | 48    |
| Everton Inglaterra         | 1931–32       | 1a            | 38    | 45    | 1      | 1      | 0              | 0              | 39    | 46    |
| Everton Inglaterra         | 1932–33       | 1a            | 39    | 24    | 6      | 5      | 1              | 4              | 46    | 33    |
| Everton Inglaterra         | 1933–34       | 1a            | 12    | 9     | 0      | 0      | 0              | 0              | 12    | 9     |
| Everton Inglaterra         | 1934–35       | 1a            | 38    | 26    | 5      | 1      | 0              | 0              | 43    | 27    |
| Everton Inglaterra         | 1935–36       | 1a            | 29    | 17    | 0      | 0      | 0              | 0              | 29    | 17    |
| Everton Inglaterra         | 1936–37       | 1a            | 36    | 24    | 4      | 3      | 0              | 0              | 40    | 27    |
| Everton Inglaterra         | 1937–38       | 1a            | 5     | 1     | 0      | 0      | 0              | 0              | 5     | 1     |
| Everton Inglaterra         | Total         | Total         | 399   | 349   | 32     | 28     | 2              | 6              | 433   | 383   |
| Notts County Inglaterra    | 1937–38       | 3a            | 3     | 0     | 0      | 0      | 0              | 0              | 3     | 0     |
| Notts County Inglaterra    | 1938–39       | 3a            | 6     | 3     | 0      | 0      | 0              | 0              | 6     | 3     |
| Notts County Inglaterra    | Total         | Total         | 9     | 3     | 0      | 0      | 0              | 0              | 9     | 3     |
| Sligo Rovers Irlanda       | 1938–39       | 1a            | 7     | 10    | 4      | 1      | 0              | 0              | 11    | 11    |
| Sligo Rovers Irlanda       | Total         | Total         | 7     | 10    | 4      | 1      | 0              | 0              | 11    | 11    |
| Hurst Inglaterra           | 1939–40       | Che. CL       | 2     | 1     | 0      | 0      | 0              | 0              | 2     | 1     |
| Hurst Inglaterra           | Total         | Total         | 2     | 1     | 0      | 0      | 0              | 0              | 2     | 1     |
| Total carrera              | Total carrera | Total carrera | 447   | 390   | 39     | 29     | 2              | 6              | 488   | 425   |

## Vida posterior
La Segunda Guerra Mundial le quitó la posibilidad a Dean de seguir compitiendo profesionalmente, ya que los campeonatos de fútbol fueron oficialmente suspendidos en las islas británicas. En 1940 se alistó en el Ejército Británico y sirvió durante los siguientes años en el frente local.
Concluido el conflicto bélico europeo, abrió el pub Dublin Packet en la localidad de Chester, el cual mantuvo hasta 1961. Luego de ello trabajó como corredor de apuestas para la empresa Littlewoods en Liverpool.
Dean participó de numerosos partidos de exhibición con otros jugadores veteranos en actos de homenaje a su persona o para recaudar fondos destinados a causas humanitarias.
Falleció tras sufrir un infarto agudo de miocardio el 1 de marzo de 1980, mientras observaba un partido entre el Everton y el Liverpool en las gradas del Goodison Park. Su funeral tuvo lugar en la iglesia de San Jacobo en Laird Street (la calle donde nació) en Birkenhead. Su  cuerpo fue cremado y sus cenizas esparcidas en el campo del Goodison Park.